# Droga wojewódzka 813
Die Droga wojewódzka 813 (DW 813) ist eine 94 Kilometer lange Droga wojewódzka (Woiwodschaftsstraße) in der polnischen Woiwodschaft Lublin, die Międzyrzec Podlaski mit Łęczna verbindet. Die Strecke liegt im Powiat Bialski, im Powiat Radzyński, im Powiat Parczewski, im Powiat Lubartowski und im Powiat Łęczyński.

## Streckenverlauf
Woiwodschaft Lublin, Powiat Bialski
-  Międzyrzec Podlaski (DK 2, DK 19, DW 806)
- Zahajki
- Drelów
- Kwasówka

Woiwodschaft Lublin, Powiat Radzyński
- Żelizna
- Żulinki
- Komarówka Podlaska

Woiwodschaft Lublin, Powiat Parczewski
-  Rudno (DK 63)
- Rudno Drugie
- Rudno Pierwsze
- Kostry
-  Parczew (DW 815, DW 819)
- Laski
- Buradów
- Tyśmienica
- Babianka

Woiwodschaft Lublin, Powiat Lubartowski
- Jamy
-  Ostrów Lubelski (DW 821)
- Kolechowice-Folwark
- Rozkopaczew

Woiwodschaft Lublin, Powiat Łęczyński
- Kocia Góra
- Witaniów
-  Łęczna (DK 82, DW 820, DW 829)